# Sphaerodactylus micropithecus
La salamanquita de Monito (Sphaerodactylus micropithecus) es una especie de gecos de la familia Sphaerodactylidae.

## Distribución geográfica
Es endémica del islote Monito (oeste de Puerto Rico).

## Estado de conservación
Se encuentra amenazada por la pérdida de su hábitat natural.